# مطار سيبيو الدولي
مطار سيبيو الدولي (بالرومانية: Aeroportul Internaţional Sibiu) يخدم مدينة سيبيو الرومانية, حيث تقع في جنوب منطقة ترانسيلفانيا التاريخية, 3 كم غرب المدينة و 260 كم شمال-غرب بوخارست العاصمة. في فترة 2006-2008 تم تجديد المطار بتكلفة 77 مليون € وذلك لتجديد المبنى والمدرجات.

## رحلات شركات الطيران
- إير بوخارست: مسوميا إلى أنطاليا وبودروم
- الخطوط الجوية النمساوية: إلى فيينا
- بلوإير: مدريد وشتوتغارت
- كارباتإير: سوتشافا وتيميشوارا
- لوفتهانزا: ميونخ
- تاروم: بوخارست وميونخ (يستعمل المطار كإحدى مطارات الثانوية لعمليات شركة تاروم)

## إحصائيات
عام 2009 سجل المطار حركة مسافرين بلغت 154,160 مسافر بزيادة 9% من العام السابق:

## وصلات خارجية
- الموقع الرسمي
- سيبيو أونلاين-المطار